# BK Olimpia Grodno
Basketbolnyj kloeb Olimpia Grodno (Wit-Russisch: Баскетбольный клуб Алімпія Гродна, Russisch: Баскетбольный клуб Олимпия Гродно) is een damesbasketbalteam uit Hrodna, Wit-Rusland welke speelt in de Wit-Russische Major Liga. Hoewel de Wit-Russische naam Olimpija Hrodna is gebruikt de club in het logo nog steeds de Russische naam Olimpia Grodno.

## Geschiedenis
Olimpia had al een geschiedenis in het basketbal toen het nog uitkwam op het hoogste niveau van de Sovjet-Unie. In 2013 won de club de Baltic League. Ze wonnen de finale van Horizont Minsk uit Wit-Rusland met 74-49. De club won de beker van Wit-Rusland in 2014. Ze werden acht keer landskampioen van Wit-Rusland in 2001, 2003, 2004, 2005, 2006, 2007, 2009 en 2013.

## Resultaten

### Staafdiagram
Het cijfer in iedere staaf is de bereikte positie aan het eind van de competitie.
| 3 |

| 2 |

| 6 |

| 4 |

| 3 |

| 4 |

| 2 |

| 2 |

| 1 |

| 3 |

| 1 |

| 1 |

| 1 |

| 1 |

| 1 |

| 2 |

| 1 |

| 3 |

| 3 |

| 2 |

| 1 |

| 3 |

| 3 |

| 3 |

| 3 |

| 3 |

| 2 |

| 3 |

| 3 |

| 2 |

| 2 |

| 3 |

| 3 |

| Wit-Russische Major Liga |

| Wit-Russische Major Liga |

## Erelijst
- Landskampioen Wit-Rusland: 8
  - Winnaar: 2001, 2003, 2004, 2005, 2006, 2007, 2009, 2013
  - Tweede: 1994, 1999, 2000, 2008, 2012, 2019, 2022, 2023
  - Derde: 1993, 1997, 2002, 2010, 2011, 2014, 2015, 2016, 2017, 2018, 2020, 2021, 2023, 2024, 2025

- Bekerwinnaar Wit-Rusland: 9
  - Winnaar: 1997, 1999, 2000, 2004, 2005, 2006, 2007, 2009, 2014
  - Runner-up: 2001, 2003, 2008, 2012, 2018, 2019, 2022

- Baltic League: 1
  - Winnaar: 2013

## Bekende (oud)-spelers
- Ljoebov Aliosjkina
- Natalia Kozoen
- Marya Filonchyk
- Maryja Papova
- Maryja Rashchenia
- Irina Shamrei
- Julia Vorozhko
- Tatiana Shapochkina
- Aljaksandra Zubryatskaya
- Nadzeya Drozd
- Janna Rannaveski
- Katsyarina Kashlei